# Маканда (Іллінойс)
Маканда (англ. Makanda) — селище (англ. village) в США, в окрузі Джексон штату Іллінойс. Населення — 547 осіб (2020).

## Географія
Маканда розташована за координатами 37°37′13″ пн. ш. 89°14′14″ зх. д. / 37.62028° пн. ш. 89.23722° зх. д. (37.620344, -89.237140).  За даними Бюро перепису населення США в 2010 році селище мало площу 13,82 км², з яких 13,69 км² — суходіл та 0,13 км² — водойми.

## Демографія
Згідно з переписом 2010 року, у селищі мешкала 561 особа в 230 домогосподарствах у складі 160 родин. Густота населення становила 41 особа/км².  Було 262 помешкання (19/км²).
Расовий склад населення:
| - 87,5 % — білих - 6,6 % — азіатів - 3,6 % — чорних або афроамериканців |

До двох чи більше рас належало 2,0 %. Частка іспаномовних становила 2,7 % від усіх жителів.
За віковим діапазоном населення розподілялося таким чином: 20,5 % — особи молодші 18 років, 67,6 % — особи у віці 18—64 років, 11,9 % — особи у віці 65 років та старші. Медіана віку мешканця становила 44,4 року. На 100 осіб жіночої статі у селищі припадало 113,3 чоловіків;  на 100 жінок у віці від 18 років та старших — 109,4 чоловіків також старших 18 років.
Середній дохід на одне домашнє господарство  становив 103 744 долари США (медіана — 70 833), а середній дохід на одну сім'ю — 133 774 долари (медіана — 93 125). За межею бідності перебувало 7,6 % осіб, у тому числі 11,3 % дітей у віці до 18 років та 0,0 % осіб у віці 65 років та старших.
Цивільне працевлаштоване населення становило 314 особи. Основні галузі зайнятості: освіта, охорона здоров'я та соціальна допомога — 49,4 %, роздрібна торгівля — 14,3 %, публічна адміністрація — 5,7 %, транспорт — 4,8 %.